# あいらんどけいさつ★ロコモコップ
『あいらんどけいさつ★ロコモコップ』は、ハワイ101FMで放送された朗読劇。放送後、反響のメールが多くあり、2007年7月29日、CCREより日本全国とハワイの書店にて絵本の発売が決定。
主人公ロコモコップはハワイの地元新聞『ハワイ報知』や『日刊サン』でも取り上げられハワイでは話題のキャラクターである。
広末涼子が絵本の帯にコメントを寄せている。
発売週には、紀伊國屋書店玉川高島屋店、渋谷店で
書籍総合チャート1位を記録した。
千葉県柏市のモラージュ柏2Ｆに、「ロコモコップのロコモコ屋さん」と言う
ロコモコ屋さんも誕生。

## 作品概要
あいらんどけいさつのポリスマン、ロコモコップは、（ワイキキビーチ交番にそっくりの）ポリスボックスに勤務している。
夢をあきらめて止まってはダメ!と、「ゆめ・ちゅうしゃいはんキップ」を切ったり、けんかをしている子には、ツカズハナレズの長さの「なかよしてじょう」を出したりユニークなネーミングのあいらんどけいさつグッズを持ち出し、島の平和を守っている。
「Dreams come true」「Pride」「Believe」など、所々に英単語が登場してくるのも作品の特徴。
4歳からのプチ留学で実績のある、ハワイ州政府公認「U.I.C Hawaii」が絵本を推薦している。

## 主なキャラクター
ロコモコップ
頭がロコモコのモチーフになっている、警察官。あいらんどけいさつ勤務。緊急時は、パトスケボーで駆けつける。普段はバイシクルでパトロールしている。サーフィンが得意。
フラふじんけいかん
ロコモコップの同僚。あいらんどけいさつの婦人警官。フラダンスが得意。
けいさつ犬・アクア
ロコモコップと一緒に、普段はポリスボックスにいることが多い。落とし物を探すのが得意。犬種は、ミニチュアピンシャー。

## 絵本
〜ハワイのえほん えいごとハートのおべんきょう〜『あいらんどけいさつ★ロコモコップ』として2007年7月29日に、CCREより発売。
- 作・プロデュース：宮島伸浩（ハワイ101FMプロデューサー）
- 絵：北沢直樹（キャラクターデザイナー）

## ラジオ朗読
2008年4月10日から毎週土曜日18:20〜
ハワイ101FM『ラジオえほんスペシャル』として全5回放送。
2008年10月6日から毎週月曜日21:45 - 
ハワイ101FM『おやすみラジオえほん』として続編放送開始。

### 朗読版スタッフ
- 作・プロデュース：宮島伸浩（ハワイ101FM）
- 朗読：Yoko（元エフエム青森アナウンサー木船陽子）
- ディレクター：中川淳（ハワイ101FM）
- 制作：ハワイ101FM ジャパンブルー